# Tetragnatha montana
Tetragnatha montana là một loài nhện trong họ Tetragnathidae. Loài này được tìm thấy Trung Âu. Con đực trưởng thành dài 6,5 mm, con cái dài 6–9 mm. Trên cùng là màu vàng màu đỏ. Phía dưới là màu nâu sẫm. Những con cái có bụng màu nâu vàng tăng nhẹ với màu trắng. Các con đực có một tổng bụng đồng. Chúng sống gần nước tăng và bụi hồng trên bãi cỏ, lau sậy.